# Manuel Vitorino de Bettencourt
Manuel Victorino de Bettencourt (Manadas, 28 de outubro de 1866 — Lisboa, 8 de janeiro de 1937) foi um médico, formado pela Escola Médico-Cirúrgica de Lisboa em 1893, que se distinguiu no campo da política.

## Biografia
Manuel Victorino de Bettencourt nasceu na freguesia de Manadas, concelho de Velas, ilha de São Jorge.
Médico formado pela Escola Médico-Cirúrgica de Lisboa (1893), fixou residência na cidade de Angra do Heroísmo onde, além de ser considerado, por muito tempo, o primeiro operador, exerceu clínica geral. Foi médico do Hospital da Santa Casa da Misericórdia de Angra do Heroísmo, guarda-mor da Estação de Saúde (1904) e inspector de Sanidade Marítima (1927).
Genro de Raimundo Sieuve de Meneses, o 2.º conde de Sieuve de Meneses, militou no partido que era liderado pelo sogro, distinguiu-se na política como figura de destaque do Partido Regenerador. Depois da implantação da República Portuguesa chegou a chefiar o Partido Republicano Português no distrito de Angra.
Foi eleito procurador à primeira Junta Geral do Distrito de Angra do regime autonómico (1898), fazendo parte da Comissão Distrital. Foi feito conselheiro, por carta de 14 de abril de 1904.
Faleceu na freguesia dos Mártires, em Lisboa, tendo sido o seu corpo transladado para o mausoléu da família no Cemitério do Livramento, em Angra do Heroísmo.